# Représentation d'algèbre de Lie
En mathématiques, une représentation d'une algèbre de Lie est une façon d'écrire cette algèbre comme une algèbre de matrices, ou plus généralement d'endomorphismes d'un espace vectoriel, avec le crochet de Lie donné par le commutateur.

## Algèbres de Lie
Soit K un corps commutatif de caractéristique différente de 2. Une algèbre de Lie {\displaystyle {\mathfrak {g}}} sur K est un espace vectoriel muni d'une application bilinéaire {\displaystyle (x,y)\mapsto [x,y]} de {\displaystyle {\mathfrak {g}}\times {\mathfrak {g}}} dans {\displaystyle {\mathfrak {g}}} qui vérifie les propriétés suivantes :
1. {\displaystyle \forall x\in {\mathfrak {g}},\ [x,x]=0} ;
2. {\displaystyle \forall x,y,z\in {\mathfrak {g}},\ [x,[y,z]]+[y,[z,x]]+[z,[x,y]]=0.}

Tout espace vectoriel {\displaystyle V} peut être muni d'une structure d'algèbre de Lie, en posant {\displaystyle \forall x,y\in V,\ [x,y]=0}. Une telle algèbre de Lie, où le crochet de Lie est identiquement nul, est appelée abélienne. Un autre exemple, fondamental pour ce qui suit, est le suivant. Soit V un espace vectoriel sur K. L'espace vectoriel End(V) des endomorphismes de V peut être muni d'une structure d'algèbre de Lie, en posant : {\displaystyle [u,v]=u\circ v-v\circ u}. On note également {\displaystyle {\mathfrak {gl}}(V)} l'algèbre de Lie ainsi obtenue. Lorsque V est de dimension finie n, {\displaystyle {\mathfrak {gl}}(V)} s'identifie aux matrices de taille {\displaystyle n\times n} à coefficient dans K. On la note alors {\displaystyle {\mathfrak {gl}}(n,K)}.

Une sous-algèbre de Lie de {\displaystyle {\mathfrak {g}}} est un sous-espace vectoriel {\displaystyle {\mathfrak {h}}} de {\displaystyle {\mathfrak {g}}} stable par le crochet de Lie, i.e. tel que {\displaystyle \forall x,y\in {\mathfrak {h}},\ [x,y]\in {\mathfrak {h}}}.
Exemples
- Si {\displaystyle {\mathfrak {g}}} est une algèbre de Lie abélienne alors tout sous-espace vectoriel de {\displaystyle {\mathfrak {g}}} est automatiquement une sous-algèbre de Lie.
- Le sous-espace vectoriel de {\displaystyle {\mathfrak {gl}}(n,K)} formé des matrices de trace nulle est une sous-algèbre de Lie de {\displaystyle {\mathfrak {gl}}(n,K)} car {\displaystyle tr(AB)=tr(BA)} pour toutes matrices A et B. Cette sous-algèbre est notée {\displaystyle {\mathfrak {sl}}(n,K)}.

Un idéal d'une algèbre de Lie {\displaystyle {\mathfrak {g}}} est un sous-espace vectoriel {\displaystyle {\mathfrak {h}}} de {\displaystyle {\mathfrak {g}}} tel que {\displaystyle \forall x\in {\mathfrak {g}},y\in {\mathfrak {h}},\ [x,y]\in {\mathfrak {h}}}. Tout idéal d'une algèbre de Lie est en particulier une sous-algèbre de Lie (mais la réciproque est fausse).
Exemples
- Si {\displaystyle {\mathfrak {g}}} est une algèbre de Lie abélienne alors tout sous-espace vectoriel de {\displaystyle {\mathfrak {g}}} est automatiquement un idéal.
- La sous-algèbre de Lie {\displaystyle {\mathfrak {sl}}(n,K)} de {\displaystyle {\mathfrak {gl}}(n,K)} est un idéal.

Un morphisme entre deux algèbres de Lie {\displaystyle {\mathfrak {g}}} et {\displaystyle {\mathfrak {h}}} est une application linéaire {\displaystyle \varphi :{\mathfrak {g}}\rightarrow {\mathfrak {h}}} telle que {\displaystyle \forall x,y\in {\mathfrak {g}},\ \varphi ([x,y])=[\varphi (x),\varphi (y)]}. Le noyau d'un morphisme d'algèbres de Lie est alors un idéal de l'algèbre de Lie source et l'image une sous-algèbre de Lie de l'algèbre de Lie but. Un isomorphisme entre deux algèbres de Lie est un morphisme d'algèbres de Lie qui est un isomorphisme d'espaces vectoriels.
Exemples
- Si {\displaystyle {\mathfrak {g}}} est une sous-algèbre de Lie de {\displaystyle {\mathfrak {h}}} alors l'inclusion de {\displaystyle {\mathfrak {g}}} dans {\displaystyle {\mathfrak {h}}} est un morphisme d'algèbres de Lie, de noyau nul et d'image {\displaystyle {\mathfrak {g}}}.
- Si {\displaystyle {\mathfrak {h}}} est un idéal de {\displaystyle {\mathfrak {g}}} alors il existe une unique structure d'algèbre de Lie sur l'espace vectoriel quotient {\displaystyle {\mathfrak {g}}/{\mathfrak {h}}} telle que la projection canonique {\displaystyle p:{\mathfrak {g}}\rightarrow {\mathfrak {g}}/{\mathfrak {h}}} soit un morphisme d'algèbres de Lie. Le noyau de p est alors {\displaystyle {\mathfrak {h}}} et son image {\displaystyle {\mathfrak {g}}/{\mathfrak {h}}}. L'algèbre de Lie {\displaystyle {\mathfrak {g}}/{\mathfrak {h}}} ainsi définie s'appelle l'algèbre de Lie quotient de {\displaystyle {\mathfrak {g}}} sur {\displaystyle {\mathfrak {h}}}. Par exemple l'algèbre de Lie quotient {\displaystyle {\mathfrak {gl}}(n,K)/{\mathfrak {sl}}(n,K)} est isomorphe à l'algèbre de Lie abélienne {\displaystyle K}.

## Représentations

### Définitions
Une représentation de l'algèbre de Lie {\displaystyle {\mathfrak {g}}} dans un espace vectoriel V est la donnée d'un morphisme {\displaystyle \pi \,:\,{\mathfrak {g}}\to {\mathfrak {gl}}(V)}. Autrement dit, {\displaystyle \pi } est une application linéaire qui vérifie également {\displaystyle \forall x,y\in {\mathfrak {g}},\ \pi ([x,y])=\pi (x)\circ \pi (y)-\pi (y)\circ \pi (x)}. On note {\displaystyle (\pi ,V)} cette représentation ou simplement {\displaystyle V} lorsqu'il n'y a pas d'ambigüité possible sur {\displaystyle \pi }. On dit aussi que V est un {\displaystyle {\mathfrak {g}}}-module ou simplement un module. On note parfois {\displaystyle x\cdot v} au lieu de {\displaystyle \pi (x)(v)} l'action de l'élément {\displaystyle x\in {\mathfrak {g}}} sur le vecteur {\displaystyle v\in V}.
Une représentation {\displaystyle (\pi ,V)} est dite fidèle si le morphisme {\displaystyle \pi } est injectif. Dans ce cas, l'algèbre de Lie {\displaystyle {\mathfrak {g}}} peut être vue comme une sous-algèbre de Lie de {\displaystyle {\mathfrak {gl}}(V)}.
Une sous-représentation d'une représentation {\displaystyle (\pi ,V)} de {\displaystyle {\mathfrak {g}}} est la donnée d'un sous-espace vectoriel W de V stable par l'action de {\displaystyle {\mathfrak {g}}}, i.e. tel que {\displaystyle \forall x\in {\mathfrak {g}},\ \pi (x)(W)\subset W}. En particulier, pour qu'une droite vectorielle D engendrée par un vecteur v soit stable il faut et il suffit que v soit un vecteur propre commun à tous les endomorphismes {\displaystyle \pi (x)}. Une représentation {\displaystyle (\pi ,V)} est irréductible si elle n'admet aucune sous-représentation propre, c'est-à-dire autre que les sous-espaces {\displaystyle \{0\}} et V. En particulier toute représentation {\displaystyle (\pi ,V)} de dimension 1 est irréductible, car dans ce cas les seuls sous-espaces vectoriels de V sont précisément {\displaystyle \{0\}} et V. Soit {\displaystyle V'} une sous-représentation de {\displaystyle (\pi ,V)}. La représentation quotient est la représentation {\displaystyle {\bar {\pi }}} de {\displaystyle {\mathfrak {g}}} dans l'espace quotient {\displaystyle V/V'} définie par {\displaystyle \forall x\in {\mathfrak {g}},\ \forall v\in V,\ {\bar {\pi }}(x)(v+V')=\pi (x)(v)+V'}.
Un morphisme entre deux représentations {\displaystyle (\pi ,V)} et {\displaystyle (\pi ',V')} d'une même algèbre de Lie {\displaystyle {\mathfrak {g}}} est la donnée d'une application linéaire {\displaystyle \varphi :V\rightarrow V'} qui commute à l'action de {\displaystyle {\mathfrak {g}}}, c'est-à-dire telle que {\displaystyle \forall x\in {\mathfrak {g}},\ \varphi \circ \pi (x)=\pi '(x)\circ \varphi }. Lorsque {\displaystyle \varphi } est un isomorphisme d'espaces vectoriels, on dit que les deux représentations sont isomorphes. L'ensemble de tous les morphismes entre les représentations {\displaystyle (\pi ,V)} et {\displaystyle (\pi ',V')} forme un espace vectoriel, noté {\displaystyle Hom_{\mathfrak {g}}(V,V')}.

Le lemme de Schur est un résultat important pour la compréhension de cet espace {\displaystyle Hom_{\mathfrak {g}}(V,V')}. En voici l'énoncé :
Lemme de Schur — 
- Soient {\displaystyle V} et {\displaystyle V'} deux représentations irréductibles d'une algèbre de Lie {\displaystyle {\mathfrak {g}}}. Soit {\displaystyle \varphi \in Hom_{\mathfrak {g}}(V,V')}. Alors {\displaystyle \varphi } est soit l'application nulle soit un isomorphisme. En particulier, si {\displaystyle V} et {\displaystyle V'} ne sont pas isomorphes, {\displaystyle Hom_{\mathfrak {g}}(V,V')=\{0\}}.
- Supposons ici que le corps K soit algébriquement clos. Soit {\displaystyle V} une représentation irréductible de dimension finie de {\displaystyle {\mathfrak {g}}}. Alors tout morphisme {\displaystyle \varphi \in Hom_{\mathfrak {g}}(V,V)} est un multiple de l'identité. En d'autres termes, {\displaystyle Hom_{\mathfrak {g}}(V,V)\cong K}.

Remarques
- Le premier point du lemme de Schur résulte du fait que {\displaystyle ker(\varphi )} est une sous-représentation de {\displaystyle V} et {\displaystyle Im(\varphi )} une sous-représentation de {\displaystyle V'}.
- Le deuxième point du lemme de Schur résulte du fait que tout endomorphisme d'un espace vectoriel de dimension finie admet au moins une valeur propre {\displaystyle \lambda } sur un corps algébriquement clos. Par conséquent {\displaystyle \varphi -\lambda id} est un morphisme de V dans V qui n'est pas un isomorphisme. D'après le premier point, il s'agit donc de l'application nulle, i.e. {\displaystyle \varphi =\lambda id}. Ce résultat est encore valable en dimension infinie mais nécessite la puissance du théorème spectral.
- Le deuxième point du lemme de Schur est faux pour un corps non algébriquement clos. Supposons par exemple {\displaystyle K=\mathbb {R} }. Considérons la représentation {\displaystyle (\pi ,V)} donnée par la formule {\displaystyle \forall x\in \mathbb {R} ,\ \pi (x)=\left({\begin{array}{cc}\cos x&-\sin x\\\sin x&\cos x\end{array}}\right)\in {\mathfrak {gl}}(2,\mathbb {R} )}. On vérifie que {\displaystyle (\pi ,V)} est une représentation irréductible de l'algèbre de Lie abélienne {\displaystyle \mathbb {R} }. Considérons {\displaystyle y=45^{o}} et posons {\displaystyle \varphi :=\pi (y)}. Comme l'algèbre de Lie {\displaystyle \mathbb {R} } est abélienne, {\displaystyle \varphi } est un morphisme de V dans V. On peut d'ailleurs vérifier que {\displaystyle \varphi } est bien un isomorphisme. Cependant {\displaystyle \varphi } n'est pas un multiple de l'identité. Remarquons à ce propos que {\displaystyle \varphi } n'a pas de valeurs propres réelles (ce qui explique pourquoi la preuve du deuxième point du lemme n'est pas valable dans ce cas).

### Exemples
- Une représentation d'une algèbre de Lie abélienne {\displaystyle {\mathfrak {g}}} est une application linéaire à valeurs dans un sous-espace commutatif de l'espace des endomorphismes d'un espace vectoriel V. Par exemple, si V est de dimension finie, on peut représenter {\displaystyle {\mathfrak {g}}} par des matrices diagonales (qui commutent entre elles).
- La représentation triviale de {\displaystyle {\mathfrak {g}}} dans un espace vectoriel V est la représentation {\displaystyle \pi } définie par {\displaystyle \forall x\in {\mathfrak {g}},\ \pi (x)=0}.
- Si {\displaystyle {\mathfrak {g}}={\mathfrak {gl}}(n,K)}, on définit la représentation naturelle de {\displaystyle {\mathfrak {g}}} comme la représentation {\displaystyle (\pi ,\ K^{n})} définie par {\displaystyle \forall x\in {\mathfrak {g}},\ \pi (x)=x}. Plus généralement la représentation naturelle d'une sous-algèbre de Lie {\displaystyle {\mathfrak {g}}} de {\displaystyle {\mathfrak {gl}}(n,K)} est définie comme l'inclusion de {\displaystyle {\mathfrak {g}}} dans {\displaystyle {\mathfrak {gl}}(n,K)}. Elle est donc à valeurs dans {\displaystyle K^{n}}.
- La représentation adjointe d'une algèbre de Lie {\displaystyle {\mathfrak {g}}} est la représentation {\displaystyle (ad,{\mathfrak {g}})} définie par {\displaystyle \forall x\in {\mathfrak {g}},\ ad(x):\ y\in {\mathfrak {g}}\mapsto [x,y]\in {\mathfrak {g}}}.
- Soit {\displaystyle {\mathfrak {g}}=\mathbb {R} } l'algèbre de Lie abélienne de dimension 1, définie sur {\displaystyle K=\mathbb {R} }. Considérons l'espace {\displaystyle V=L^{2}(\mathbb {R} )}. On définit une représentation de {\displaystyle \mathbb {R} } dans V par la formule {\displaystyle \forall x\in \mathbb {R} ,\ \pi (x)(f)=f\circ \tau _{x}\ }, où {\displaystyle \tau _{x}:\ y\in \mathbb {R} \mapsto y-x\in \mathbb {R} }.

### Constructions de représentations
- Somme directe : soient {\displaystyle (\pi ,V)} et {\displaystyle (\pi ',V')} deux représentations de {\displaystyle {\mathfrak {g}}}. On définit la représentation somme directe {\displaystyle \pi \oplus \pi '} dans l'espace vectoriel {\displaystyle V\oplus V'} par la formule {\displaystyle \forall x\in {\mathfrak {g}},\ \forall v\in V,\ \forall v'\in V',\ (\pi \oplus \pi ')(x)(v,v')=(\pi (x)(v),\pi '(x)(v'))}. Dans ce cas, {\displaystyle V\oplus \{0\}} et {\displaystyle \{0\}\oplus V'} sont des sous-représentations de {\displaystyle (\pi \oplus \pi ',V\oplus V')}.
- Produit tensoriel : soient {\displaystyle (\pi ,V)} et {\displaystyle (\pi ',V')} deux représentations de {\displaystyle {\mathfrak {g}}}. On définit la représentation produit tensoriel {\displaystyle \pi \otimes \pi '} dans l'espace vectoriel {\displaystyle V\otimes V'} par la formule {\displaystyle \forall x\in {\mathfrak {g}},\ \forall v\in V,\ \forall v'\in V',\ (\pi \otimes \pi ')(x)(v\otimes v')=\pi (x)(v)\otimes v'+v\otimes \pi '(x)(v')}.
- Contragrédiente : soit {\displaystyle (\pi ,V)} une représentation de {\displaystyle {\mathfrak {g}}}. On définit la représentation contragrédiente {\displaystyle \pi ^{*}} dans l'espace vectoriel dual {\displaystyle V^{*}} par la formule {\displaystyle \forall x\in {\mathfrak {g}},\ \forall v^{*}\in V^{*},\ \pi ^{*}(x)(v^{*})=-v^{*}\circ \pi (x)}.
- Espace des morphismes : soient {\displaystyle (\pi ,V)} et {\displaystyle (\pi ',V')} deux représentations de {\displaystyle {\mathfrak {g}}}. Nous avons vu comment définir l'espace vectoriel {\displaystyle Hom_{\mathfrak {g}}(V,V')} des morphimes de V dans {\displaystyle V'}. On définit une représentation encore notée {\displaystyle \pi } de {\displaystyle {\mathfrak {g}}} sur cet espace par la formule {\displaystyle \forall x\in {\mathfrak {g}},\ \forall \varphi \in Hom_{\mathfrak {g}}(V,V'),\ \pi (x)(\varphi )=-\varphi \circ \pi (x)}.
- Restriction à une sous-algèbre de Lie : soit {\displaystyle (\pi ,V)} une représentation de {\displaystyle {\mathfrak {g}}}. Soit {\displaystyle {\mathfrak {h}}} une sous-algèbre de Lie de {\displaystyle {\mathfrak {g}}}. Alors {\displaystyle (\pi _{|{\mathfrak {h}}},V)} est une représentation de {\displaystyle {\mathfrak {h}}}, appelée la restriction de {\displaystyle (\pi ,V)} à {\displaystyle {\mathfrak {h}}}. On la note parfois {\displaystyle V_{|{\mathfrak {h}}}} par abus de notations.

Une représentation de {\displaystyle {\mathfrak {g}}} est indécomposable si elle n'est pas isomorphe à la somme directe de deux sous-représentations propres. En particulier, toute représentation irréductible est indécomposable, mais la réciproque est fausse. Une représentation est semi-simple (ou complètement réductible) si elle est isomorphe à une somme directe de sous-représentations irréductibles (éventuellement en nombre infini). Une représentation indécomposable et semi-simple est nécessairement irréductible.
Exemples
- Soit {\displaystyle {\mathfrak {g}}=\mathbb {R} } l'algèbre de Lie abélienne de dimension 1 sur le corps {\displaystyle K=\mathbb {R} }. On définit une représentation {\displaystyle \pi } de {\displaystyle {\mathfrak {g}}} dans {\displaystyle \mathbb {R} ^{2}} par la formule {\displaystyle \pi (x)=\left({\begin{array}{cc}x&0\\0&-x\end{array}}\right)\in {\mathfrak {gl}}(2,\mathbb {R} )}. Cette représentation n'est pas irréductible. Par exemple la droite {\displaystyle D_{1}} engendrée par le vecteur {\displaystyle \left({\begin{array}{c}1\\0\end{array}}\right)} est stable, tout comme la droite {\displaystyle D_{2}} engendrée par le vecteur {\displaystyle \left({\begin{array}{c}0\\1\end{array}}\right)}. Il s'agit donc de deux sous-représentations de {\displaystyle \pi }, irréductibles car de dimension 1. Or on a {\displaystyle D_{1}\oplus D_{2}=\mathbb {R} ^{2}}. Donc la représentation {\displaystyle \pi } est semi-simple.
- Avec les notations de l'exemple précédent, on peut aussi considérer la représentation {\displaystyle \pi '} dans {\displaystyle \mathbb {R} ^{2}} définie par la formule {\displaystyle \pi '(x)=\left({\begin{array}{cc}1&x\\0&1\end{array}}\right)\in {\mathfrak {gl}}(2,\mathbb {R} )}. A nouveau la droite {\displaystyle D_{1}} est un sous-espace stable. Donc la représentation {\displaystyle \pi '} n'est pas irréductible. Plus généralement, on peut vérifier que {\displaystyle D_{1}} est la seule droite stable et donc la seule sous-représentation de {\displaystyle \pi '}. Ainsi {\displaystyle \pi '} est indécomposable.
- Gardons toujours les mêmes notations. On définit la représentation {\displaystyle \pi ''} de {\displaystyle \mathbb {R} } dans {\displaystyle \mathbb {R} ^{2}} par la formule {\displaystyle \pi ''(x)=\left({\begin{array}{cc}\cos x&-\sin x\\\sin x&\cos x\end{array}}\right)\in {\mathfrak {gl}}(2,\mathbb {R} )}. On peut vérifier qu'il n'y a pas de droites stables par la représentation {\displaystyle \pi ''}. En d'autres termes, {\displaystyle \pi ''} est irréductible.

Ces trois exemples traduisent le fait qu'une matrice réelle peut être soit diagonalisable, soit trigonalisable mais pas diagonalisble, ou ne possède pas de valeurs propres réelles. On voit ainsi que la notion de représentation d'une algèbre de Lie généralise la notion classique de réduction des endomorphismes.

## Lien avec les représentations de l'algèbre enveloppante

### L'algèbre enveloppante d'une algèbre de Lie
Soit A une algèbre associative avec unité. Alors il existe sur A une structure d'algèbre de Lie pour laquelle le crochet de Lie est donné par la formule {\displaystyle \forall a,b\in A,\ [a,b]=ab-ba}. On note parfois {\displaystyle A_{L}} cette algèbre de Lie. Ainsi toute algèbre associative fournit une algèbre de Lie. Nous avons vu que {\displaystyle {\mathfrak {gl}}(V)} est un exemple de cette construction. Peut-on donner une réciproque à ce résultat ? Peut-on construire une algèbre associative à partir d'une algèbre de Lie. Cette idée conduit à la notion d'algèbre enveloppante d'une algèbre de Lie.
Soit {\displaystyle {\mathfrak {g}}} une algèbre de Lie sur K. Soit {\displaystyle T({\mathfrak {g}})} l'algèbre tensorielle de {\displaystyle {\mathfrak {g}}}. Soit J l'idéal bilatère de {\displaystyle T({\mathfrak {g}})} engendré par les tenseurs {\displaystyle x\otimes y-y\otimes x-[x,y]\in T({\mathfrak {g}})} pour tous x et y de {\displaystyle {\mathfrak {g}}}. L'algèbre enveloppante de {\displaystyle {\mathfrak {g}}} est l'algèbre associative unitaire définie comme le quotient {\displaystyle T({\mathfrak {g}})/J}. On la note {\displaystyle {\mathcal {U}}({\mathfrak {g}})}. La composition {\displaystyle \iota :{\mathfrak {g}}\hookrightarrow T({\mathfrak {g}})\rightarrow {\mathcal {U}}({\mathfrak {g}})} s'appelle l'application canonique de {\displaystyle {\mathfrak {g}}} dans son algèbre enveloppante. En tant qu'algèbre, {\displaystyle {\mathcal {U}}({\mathfrak {g}})} est engendrée par 1 et l'image {\displaystyle \iota ({\mathfrak {g}})}. De plus, {\displaystyle \iota } est un morphisme d'algèbres de Lie de {\displaystyle {\mathfrak {g}}} dans {\displaystyle {\mathcal {U}}({\mathfrak {g}})_{L}}. L'algèbre enveloppante d'une algèbre de Lie satisfait la propriété universelle suivante :
Propriété universelle de l'algèbre enveloppante — 
Soit A une algèbre associative avec une unité. Soit {\displaystyle \varphi } un morphisme d'algèbres de Lie de {\displaystyle {\mathfrak {g}}} dans {\displaystyle A_{L}}. Alors il existe un unique morphisme d'algèbres associatives {\displaystyle \Phi } de {\displaystyle {\mathcal {U}}({\mathfrak {g}})} dans A tel que {\displaystyle \Phi (1)=1} et {\displaystyle \Phi \circ \iota =\varphi }.
Exemple
- Si {\displaystyle {\mathfrak {g}}} est une algèbre de Lie abélienne, alors son algèbre enveloppante s'identifie à son algèbre symétrique {\displaystyle {\mathcal {S}}({\mathfrak {g}})}, qui elle-même s'identifie (après choix d'une base) à une algèbre de polynômes. En particulier, {\displaystyle {\mathcal {U}}(K)} est isomorphe à l'algèbre des polynômes à une indéterminée {\displaystyle K[X]}.

### Représentations d'une algèbre de Lie vs Représentations de son algèbre enveloppante
Soit {\displaystyle (\pi ,V)} une représentation de {\displaystyle {\mathfrak {g}}}. Comme {\displaystyle {\mathfrak {gl}}(V)} est une algèbre associative avec unité, la propriété universelle de {\displaystyle {\mathcal {U}}({\mathfrak {g}})} implique qu'il existe un unique morphisme d'algèbres {\displaystyle {\tilde {\pi }}:{\mathcal {U}}({\mathfrak {g}})\rightarrow {\mathfrak {gl}}(V)} telle que {\displaystyle \forall x\in {\mathfrak {g}},\ {\tilde {\pi }}(x)=\pi (x)}. Cette opération permet donc de passer d'une représentation d'une algèbre de Lie à un morphisme d'algèbres associatives. Réciproquement, tout morphisme d'algèbres associatives {\displaystyle {\tilde {\pi }}:{\mathcal {U}}({\mathfrak {g}})\rightarrow {\mathfrak {gl}}(V)} donne par restriction à {\displaystyle {\mathfrak {g}}} un morphisme d'algèbres de Lie, c'est-à-dire à une représentation de {\displaystyle {\mathfrak {g}}}. Ce principe s'interprète comme une équivalence de catégories entre la catégorie des représentations d'une algèbre de Lie donnée et la catégorie des représentations de son algèbre enveloppante.
Ce nouveau point de vue est important car il permet de considérer de nouveaux objets fondamentaux. Le premier d'entre eux est l'annulateur d'une représentation. Soit {\displaystyle (\pi ,V)} une représentation de {\displaystyle {\mathfrak {g}}}. Notons encore par la lettre {\displaystyle \pi } la représentation de {\displaystyle {\mathcal {U}}({\mathfrak {g}})} qu'il s'en déduit. Alors l'annulateur de V est l'ensemble {\displaystyle Ann(V):=\{u\in {\mathcal {U}}({\mathfrak {g}}),\ \pi (u)=0\}}. C'est un idéal bilatère de {\displaystyle {\mathcal {U}}({\mathfrak {g}})} car {\displaystyle \pi } est un morphisme d'algèbres. Tout idéal qui est l'annulateur d'une représentation irréductible de {\displaystyle {\mathfrak {g}}} s'appelle un idéal primitif.
Soit {\displaystyle (\pi ,V)} une représentation de {\displaystyle {\mathfrak {g}}}. Notons encore par la lettre {\displaystyle \pi } la représentation de {\displaystyle {\mathcal {U}}({\mathfrak {g}})} qu'il s'en déduit. Pour tout v dans V, l'ensemble {\displaystyle \pi ({\mathcal {U}}({\mathfrak {g}}))(v)} définit une sous-représentation non nulle de V. Lorsque V est irréductible, on a donc {\displaystyle V=\pi ({\mathcal {U}}({\mathfrak {g}}))(v)}. Plus généralement, une représentation V est dite cyclique s'il existe {\displaystyle v\in V} tel que {\displaystyle V=\pi ({\mathcal {U}}({\mathfrak {g}}))(v)}. Le vecteur v est appelé un vecteur cyclique. Une représentation V est irréductible si et seulement si tout vecteur non nul de V est cyclique. Une représentation V est dite de type fini s'il existe un nombre fini de vecteurs {\displaystyle v_{1},\ldots ,v_{n}} de V tels que {\displaystyle V=\sum _{k=1}^{n}\ \pi ({\mathcal {U}}({\mathfrak {g}}))(v_{k})}. Une représentation irréductible est donc de type finie. Soit V une représentation cyclique et soit v un vecteur cyclique. On définit alors une application {\displaystyle \varphi :{\mathcal {U}}({\mathfrak {g}})\rightarrow V} par la formule {\displaystyle \varphi (u)=\pi (u)(v)}. Le noyau de {\displaystyle \varphi } est l'annulateur de v, noté {\displaystyle Ann(v)}. Il s'agit d'un idéal à gauche de {\displaystyle {\mathcal {U}}({\mathfrak {g}})}. Comme V est cyclique, l'image de {\displaystyle \varphi } est égale à tout V. On en déduit donc que {\displaystyle V\cong {\mathcal {U}}({\mathfrak {g}})/Ann(v)}. Ainsi toute représentation cyclique (et en particulier toute représentation irréductible) apparaît comme un quotient de l'algèbre enveloppante de {\displaystyle {\mathfrak {g}}}. De plus, lorsque V est irréductible l'idéal {\displaystyle Ann(v)} est maximal. Ainsi la classification des représentations irréductibles de {\displaystyle {\mathfrak {g}}} est équivalente à la classification des idéaux à gauche maximaux de son algèbre enveloppante.

Exemple Considérons l'algèbre de Lie commutative {\displaystyle \mathbb {C} }. Identifions son algèbre enveloppante avec l'anneau de polynômes {\displaystyle \mathbb {C} [X]}. Cet anneau est principal et donc ses idéaux sont engendrés par un unique polynôme. De plus, si un polynôme P(X) peut se décomposer sous la forme {\displaystyle P(X)=Q(X)(X-a)}, alors l'idéal {\displaystyle (P)} engendré par P est contenu dans l'idéal {\displaystyle (X-a)} engendré par {\displaystyle X-a}. Le théorème de d'Alembert-Gauss implique alors que les idéaux maximaux de {\displaystyle \mathbb {C} [X]} sont les idéaux de la forme {\displaystyle (X-a)}, pour a décrivant tout {\displaystyle \mathbb {C} }. Le quotient {\displaystyle \mathbb {C} [X]/(X-a)} correspondant est alors isomorphe à {\displaystyle \mathbb {C} } et l'action de {\displaystyle \mathbb {C} [X]} est donnée par {\displaystyle 1\cdot {\bar {1}}={\bar {1}}} et {\displaystyle X\cdot {\bar {1}}={\bar {a}}}. Regardons à présent le quotient {\displaystyle \mathbb {C} [X]/(P)} où {\displaystyle P(X)=(X-a)(X-b)}. Si {\displaystyle a\not =b}, le quotient est une représentation semi-simple, somme directe des deux représentations irréductibles {\displaystyle \mathbb {C} [X]/(X-a)} et {\displaystyle \mathbb {C} [X]/(X-b)}. La situation est fondamentalement différente lorsque {\displaystyle a=b}. Dans ce cas, le quotient est un espace vectoriel de dimension 2 sur lequel l'opérateur donné par la multiplication par {\displaystyle X-a} est nilpotent d'indice 2. En termes de représentation de l'algèbre de Lie {\displaystyle \mathbb {C} }, ce quotient correspond à la représentation donnée par la formule {\displaystyle \pi (z)=\left({\begin{array}{cc}a&z\\0&a\end{array}}\right)}, qui est indécomposable mais pas irréductible.

### Induction
Soit {\displaystyle {\mathfrak {g}}} une algèbre de Lie. Soit {\displaystyle {\mathfrak {h}}} une sous-algèbre de Lie de {\displaystyle {\mathfrak {g}}}. Soit {\displaystyle (\pi ,V)} une représentation de {\displaystyle {\mathfrak {g}}}. Nous avons vu que nous pouvons obtenir une représentation de {\displaystyle {\mathfrak {h}}} par restriction. La notion d'algèbre enveloppante va donner un moyen simple de considérer le problème réciproque. Soit donc {\displaystyle (\pi ',V')} une représentation de {\displaystyle {\mathfrak {h}}}, que l'on voit comme une représentation de son algèbre enveloppante {\displaystyle {\mathcal {U}}({\mathfrak {h}})}. Une conséquence du théorème de Poincaré-Birkhoff-Witt est que {\displaystyle {\mathcal {U}}({\mathfrak {h}})} apparaît comme une sous-algèbre de {\displaystyle {\mathcal {U}}({\mathfrak {g}})}. D'autre part, {\displaystyle {\mathcal {U}}({\mathfrak {g}})} fournit une représentation de {\displaystyle {\mathfrak {g}}} en faisant agir {\displaystyle {\mathfrak {g}}} par multiplication à gauche sur les tenseurs. On construit alors la représentation {\displaystyle Ind_{\mathfrak {h}}^{\mathfrak {g}}(V'):={\mathcal {U}}({\mathfrak {g}})\otimes _{{\mathcal {U}}({\mathfrak {h}})}V'}. On l'appelle la représentation induite de {\displaystyle {\mathfrak {h}}} à {\displaystyle {\mathfrak {g}}} par {\displaystyle (\pi ',V')}.

## Lien avec les représentations des groupes de Lie
Dans cette partie, le corps K est {\displaystyle \mathbb {R} } (ou {\displaystyle \mathbb {C} }). Un groupe de Lie G est une variété différentielle réelle (ou complexe) munie de deux applications {\displaystyle \mu :\ G\times G\rightarrow G} et {\displaystyle i:\ G\rightarrow G} lisses (ou holomorphes) telles que {\displaystyle (G,\ \mu ,\ i)} soit un groupe. Le corps K lui-même est un groupe de Lie commutatif. Le groupe {\displaystyle GL(n,K)} des matrices inversibles de taille n est un autre exemple de groupes de Lie. Un morphisme de groupes de Lie est un morphisme de groupes différentiable (ou holomorphe). Une représentation de dimension finie du groupe de Lie G est un morphsime de G dans {\displaystyle GL(n,K)}.
Les groupes de Lie sont reliés aux algèbres de Lie. En effet, l'espace tangent à un groupe de Lie G en l'identité est une algèbre de Lie de dimension finie, appelée algèbre de Lie du groupe G et notée {\displaystyle {\mathfrak {g}}}. Par exemple, l'algèbre de Lie de K est K lui-même ; l'algèbre de Lie de {\displaystyle GL(n,K)} est {\displaystyle {\mathfrak {gl}}(n,K)}. Comme l'algèbre de Lie du groupe de Lie G est l'espace tangent en l'identité, elle ne dépend en fait que de la composante connexe de l'identité. Ainsi par exemple, le groupe {\displaystyle GL^{+}(n,\mathbb {R} )} des matrices réelles de déterminant strictement positif a la même algèbre de Lie que {\displaystyle GL(n,\mathbb {R} )}. Par contre, à isomorphisme près, il existe un unique groupe de Lie connexe et simplement connexe ayant une algèbre de Lie (de dimension finie) donnée.
Comme tout morphisme {\displaystyle \varphi :\ G\rightarrow H} entre groupes de Lie est par hypothèse différentiable, il induit une application entre les algèbres de Lie sous-jacentes {\displaystyle d\varphi :\ {\mathfrak {g}}\rightarrow {\mathfrak {h}}}. Cette application {\displaystyle d\varphi } est en fait un morphisme d'algèbres de Lie. En particulier, pour {\displaystyle H=GL(n,K)}, toute représentation d'un groupe de Lie G donne naissance à une représentation de dimension finie de son algèbre de Lie {\displaystyle {\mathfrak {g}}}. Réciproquement, toute représentation de dimension finie d'une algèbre de Lie {\displaystyle {\mathfrak {g}}} provient d'une représentation de l'unique groupe de Lie simplement connexe ayant pour algèbre de Lie {\displaystyle {\mathfrak {g}}}.
Remarque Il existe des notions plus fortes de représentations de groupes de Lie permettant d'étendre la théorie à la dimension infinie, tout en conservant un analogue de ce dernier résultat. Il s'agit par exemple de représentations admissibles et de la notion de {\displaystyle ({\mathfrak {g}},K)}-modules.

## Catégorie de modules
Soit {\displaystyle {\mathfrak {g}}} une algèbre de Lie. L'ensemble de tous les {\displaystyle {\mathfrak {g}}}-modules (ou de manière équivalente de toutes les représentations de {\displaystyle {\mathfrak {g}}}) forme une catégorie, notée {\displaystyle Mod({\mathfrak {g}})}. Cette catégorie est abélienne. En particulier, on peut considérer des suites exactes de modules. Une suite exacte dans {\displaystyle Mod({\mathfrak {g}})} est la donnée de trois modules M, N, P et de deux morphismes {\displaystyle i:N\rightarrow M} injectif et {\displaystyle p:M\rightarrow P} surjectif. On note {\displaystyle 0\rightarrow N\rightarrow M\rightarrow P\rightarrow 0} une telle suite. Un module P est projectif si toute suite exacte {\displaystyle 0\rightarrow N\rightarrow M\rightarrow P\rightarrow 0} est scindée, c'est-à-dire s'il existe un morphisme {\displaystyle s:P\rightarrow M} tel que {\displaystyle p\circ s=id}. Une définition équivalente est la suivante : le module P est projectif si pour tout morphisme surjectif {\displaystyle f:N\rightarrow M} et tout morphisme {\displaystyle h:P\rightarrow M} il existe un unique morphisme {\displaystyle h':P\rightarrow N} tel que {\displaystyle f\circ h'=h}. De manière duale, un module I est injectif si toute suite exacte {\displaystyle 0\rightarrow I\rightarrow M\rightarrow P\rightarrow 0} est scindée. Une définition équivalente est la suivante : le module I est injectif si pour tout morphisme injectif {\displaystyle f:N\rightarrow M} et tout morphisme {\displaystyle h:N\rightarrow I} il existe un unique morphisme {\displaystyle h':M\rightarrow I} tel que {\displaystyle h'\circ f=h}.

Comme tout module est aussi un module sur l'anneau {\displaystyle {\mathcal {U}}({\mathfrak {g}})}, on peut reprendre les notions générales de modules sur un anneau. Un module M est de longueur fini s'il existe une suite finie de sous-modules {\displaystyle \{0\}\subset M_{1}\subset M_{2}\subset \cdots \subset M_{n}=M} telle que les quotients successifs {\displaystyle M_{i+1}/M_{i}} soient des modules irréductibles. Une telle suite s'appelle une suite de Jordan-Hölder de M. Pour un module de longueur finie, la classe d'isomorphismes des quotients ne dépend que du module M. En particulier, l'entier n ne dépend que du module M et est appelé la longueur du module M. Par exemple, tout module irréductible est de longueur 1, toute somme directe de deux modules irréductibles est de longueur 2.

Un module M est artinien si toute suite décroissante de sous-modules {\displaystyle M\supset M_{1}\supset M_{2}\supset \cdots } est stationnaire. Par exemple, tout module de dimension finie est artinien. Un module M est noethérien si toute suite croissante de sous-modules {\displaystyle \{0\}\subset M_{1}\subset M_{2}\subset \cdots } est stationnaire. Comme l'algèbre enveloppante {\displaystyle {\mathcal {U}}({\mathfrak {g}})} est un anneau noethérien, un module M est noethérien si et seulement s'il est de type fini. Un module est de longueur fini si et seulement s'il est noethérien et artinien.

Exemple Un module de dimension finie est toujours noethérien et artinien, et est donc toujours de longueur fini. Ceci n'est plus valable en dimension infinie, même pour une algèbre de Lie abélienne. Supposons par exemple que {\displaystyle {\mathfrak {g}}=\mathbb {C} }. Considérons le module {\displaystyle L=\mathbb {C} [X]} où l'action de {\displaystyle z\in \mathbb {C} } est donnée par la multiplication par le scalaire z. L'action de {\displaystyle {\mathcal {U}}(\mathbb {C} )=\mathbb {C} [X]} est donc donnée par la multiplication à gauche. Ainsi tout idéal à gauche est un sous-module de L. Notons (P) l'idéal engendré par le polynôme P. Soit {\displaystyle a_{1},a_{2},\ldots } une suite infinie de nombres complexes. On a alors la suite décroissante suivante : {\displaystyle \cdots \subset (X-a_{1})\cdots (X-a_{n})\subset \cdots \subset (X-a_{1})(X-a_{2})\subset (X-a_{1})\subset L}. C'est une suite non stationnaire de sous-modules, dont les quotients successifs sont des modules irréductibles (car de dimension 1). Ainsi L n'est pas artinien et n'est pas de longueur finie. Notons que L est noethérien car c'est un module de type fini (en fait cyclique, engendré par le polynôme constant 1).

Une sous-catégorie pleine de {\displaystyle Mod({\mathfrak {g}})} est artinienne (respectivement noethérienne) si tous ses objets sont des modules artiniens (respectivement noethériens). Dans une sous-catégorie pleine de {\displaystyle Mod({\mathfrak {g}})} artinienne et noethérienne tout objet est de longueur finie. Une sous-catégorie pleine de {\displaystyle Mod({\mathfrak {g}})} a assez de projectifs si pour tout objet M de la sous-catégorie il existe un module projectif P dans la sous-catégorie et un morphisme surjectif de P sur M. Elle a assez d'injectifs si pour tout objet M de la sous-catégorie il existe un module injectif I dans la sous-catégorie et un morphisme injectif de M dans I.